# 超級瑪利歐 3D收藏輯
《超級瑪利歐 3D收藏輯》是於任天堂Switch平台發行的3D平台遊戲合集，由任天堂發行。包含《超級瑪利歐64》、《超級瑪利歐陽光》和《超級瑪利歐銀河》三款遊戲。
本作為期間限定販售的遊戲，在2021年3月31日後不再販售實體或數位版本，僅已購買者能於任天堂eShop重新下載。

## 遊戲內容
本作為紀念超級瑪利歐系列35週年，收錄1996年的《超級瑪利歐64》、2002年的《超級瑪利歐陽光》和2007年的《超級瑪利歐銀河》。
三款作品的畫質皆有所提升，《超級瑪利歐64》提升至720p。《超級瑪利歐陽光》和《超級瑪利歐銀河》最高可達1080p。此外亦能以Joy-Con或觸控面板模擬《超級瑪利歐銀河》中的部分體感功能。《超級瑪利歐陽光》在版本1.1.0後支援GameCube控制器操作。
本作提供原聲帶欣賞功能，可以直接聆聽三款遊戲中的樂曲。
虽然《超級瑪利歐64》和《超級瑪利歐銀河》曾推出过官方簡體中文版，但本作僅有選單支援繁簡中文，收录的三款游戏均不支持中文内容。

## 反響
截至2021年3月底，本作共於全球售出901萬份 。

## 註解
1. ↑  三款遊戲皆為任天堂企劃製作本部製作，再由1-UP工作室、iQue與任天堂歐洲研發部製作為合輯。
2. ↑  Based on 101 reviews[5]

## 外部連結
- 官方网站：繁體中文（台灣）、繁體中文（香港）、日文